# Peloribates pilosus
Peloribates pilosus är en kvalsterart som beskrevs av Hammer 1952. Peloribates pilosus ingår i släktet Peloribates och familjen Haplozetidae. Inga underarter finns listade i Catalogue of Life.